# Vittorio Iacovacci
Vittorio Iacovacci (Latina, 6 marzo 1990 – Goma, 22 febbraio 2021) è stato un militare italiano.

## Biografia
Nato da padre operaio e madre casalinga, secondo di 3 figli, dopo aver prestato servizio nell'Esercito presso il 187º Reggimento paracadutisti "Folgore", nel 2016 si arruolò nell'Arma dei Carabinieri, frequentando il corso di formazione presso la Scuola allievi carabinieri di Iglesias. Venne successivamente assegnato al 13º Reggimento carabinieri "Friuli Venezia Giulia" di Gorizia, inserito nella squadra di close protection, e successivamente destinato all'estero, a Kinshasa, per fare da scorta all'ambasciatore Luca Attanasio.
Il 22 febbraio 2021 è morto in un agguato a scopo di rapimento nel tentativo di proteggere l'ambasciatore Attanasio. L'attacco al convoglio di aiuti umanitari dell'Operazione MONUSCO nel quale si trovavano Iacovacci e Attanasio è avvenuto nella provincia del Kivu Nord, nei pressi di Goma, nella Repubblica Democratica del Congo; in questa circostanza ha perso la vita anche l'autista congolese Mustapha Milambo.
Il 25 febbraio successivo, nella basilica di Santa Maria degli Angeli e dei Martiri a Roma, si sono svolte le esequie di Stato, mentre il giorno successivo è stato proclamato lutto cittadino nel comune di Sonnino e si sono celebrati i funerali presso l'abbazia di Fossanova.
Il 1 ottobre 2022 si è svolta la cerimonia di intitolazione del plesso scolastico "Le Madonnelle" dell'Istituto Comprensivo "Leonardo da Vinci" di Sonnino. Il 21 dicembre 2022 è stata inaugurata la "Sala Iacovacci" dell’Unità di Crisi nel Palazzo della Farnesina.
Il 22 febbraio 2023 la salma, precedentemente inumata nel cimitero comunale di Sonnino, è stata traslata presso il monumento di famiglia.